# Gonomyia (Gonomyia) ingrica
Gonomyia (Gonomyia) ingrica is een tweevleugelige uit de familie steltmuggen (Limoniidae). De soort komt voor in het Palearctisch gebied.